# Monaster Zaśnięcia Matki Bożej w Orszy
Monaster Zaśnięcia Matki Bożej – żeński klasztor prawosławny w Orszy, w jurysdykcji eparchii witebskiej i orszańskiej Egzarchatu Białoruskiego.

## Historia
Klasztor powstał w 1631. Należał do grupy prawosławnych wspólnot monastycznych podlegających monasterowi Trójcy Świętej w Słucku. Początkowo klasztor był drewniany, w 1655 na jego terenie został wzniesiony sobór Zaśnięcia Matki Bożej, a w 1691 – cerkiew Narodzenia Matki Bożej. Monaster funkcjonował nieprzerwanie do lat 20. XX wieku, gdy został zamknięty i zaadaptowany na magazyn. Jeszcze w czasie II wojny światowej dla wiernych otwarty został sobór Zaśnięcia Matki Bożej, jednak w latach 50. XX wieku cały kompleks zabudowań został zniszczony. Na jego miejscu znajduje się od tego momentu osiedle mieszkaniowe.
W 1996 w Orszy ponownie powstała żeńska wspólnota mnisza pod wezwaniem Zaśnięcia Matki Bożej. Jej siedzibą jest budynek przy dziewiętnastowiecznej cerkwi św. Eliasza. W 2006 w monasterze otwarto drugą cerkiew pod tym samym wezwaniem, co klasztor. 